# Sturnella
A Sturnella a madarak osztályának verébalakúak (Passeriformes) rendjébe és a csirögefélék (Icteridae) családjába tartozó nem.

## Rendszerezésük
A nemet Louis Pierre Vieillot írta le 1816, jelenleg az alábbi 2, 3 vagy 8 faj tartozik ide:
- nyugati réticsiröge (Sturnella neglecta)
- keleti réticsiröge (Sturnella magna)
- Sturnella lilianae[1] vagy Sturnella magna lilianae[2]

Az alábbi 5 fajt is ide sorolják olykor, de többnyire a közeli rokon Leistes nembe sorolják őket.
- vitézcsiröge (Sturnella militaris[1] vagy Leistes militaris)
- fehérszemöldökű réticsiröge (Sturnella superciliaris[1] vagy Leistes superciliaris)
- perui réticsiröge (Leistes bellicosus[1] vagy Leistes bellicosa)
- hosszúfarkú réticsiröge (Sturnella loyca[1] vagy Leistes loyca)
- pampai réticsiröge (Sturnella defillippi)[1] vagy (Leistes defillippi)

A jelenleg a Leistes nembe sorolt fajokat a 20. század elején bevonták a közel rokon Sturnella nembe. Majd különválasztották őket és csak a sárga mellű észak-amerikai fajok maradtak a Sturnella nemben. A vitézcsiröge és a fehérszemöldökű réticsiröge fajokat visszahelyezték a Leistes nembe, a másik három fajt pedig átsorolták a Jean Cabanis által 1851-ben létrehozott Pezites nembe. A 20. század későbbi felében újra átsorolták a fajokat és mindet újra összevonták a Sturnella nembe. 2017-ben az összes vörös mellű fajt átsorolták újra a Leistes nembe.

## Előfordulásuk
Észak-Amerikában, Közép-Amerikában és Dél-Amerika északi részén honosak. Természetes élőhelyeki a mérsékelt övi, szubtrópusi és trópusi füves puszták és cserjések

## Megjelenésük
Átlagos testhosszuk 21-24 centiméter közötti. A hímeknek minden fajnál legalább fekete vagy barna háti részük és sárga mellük van.

## Életmódjuk
Ízeltlábúakkal és magvakkal táplálkoznak.